# گیدلی
گیدلی (به انگلیسی: Gidleigh) یک روستا و محله مدنی در بریتانیا است که در West Devon واقع شده‌است. گیدلی ۴۲۸ نفر جمعیت دارد.